# Huajicori
Huajicori là một đô thị thuộc bang Nayarit, México. Năm 2005, dân số của đô thị này là 10561 người.

## Khí hậu
| Dữ liệu khí hậu của Huajicori            | Dữ liệu khí hậu của Huajicori | Dữ liệu khí hậu của Huajicori | Dữ liệu khí hậu của Huajicori | Dữ liệu khí hậu của Huajicori | Dữ liệu khí hậu của Huajicori | Dữ liệu khí hậu của Huajicori | Dữ liệu khí hậu của Huajicori | Dữ liệu khí hậu của Huajicori | Dữ liệu khí hậu của Huajicori | Dữ liệu khí hậu của Huajicori | Dữ liệu khí hậu của Huajicori | Dữ liệu khí hậu của Huajicori | Dữ liệu khí hậu của Huajicori |
| Tháng                                    | 1                             | 2                             | 3                             | 4                             | 5                             | 6                             | 7                             | 8                             | 9                             | 10                            | 11                            | 12                            | Năm                           |
| ---------------------------------------- | ----------------------------- | ----------------------------- | ----------------------------- | ----------------------------- | ----------------------------- | ----------------------------- | ----------------------------- | ----------------------------- | ----------------------------- | ----------------------------- | ----------------------------- | ----------------------------- | ----------------------------- |
| Cao kỉ lục °C (°F)                       | 38.0 (100.4)                  | 39.0 (102.2)                  | 41.0 (105.8)                  | 44.0 (111.2)                  | 43.0 (109.4)                  | 43.0 (109.4)                  | 42.0 (107.6)                  | 42.0 (107.6)                  | 41.0 (105.8)                  | 42.0 (107.6)                  | 40.0 (104.0)                  | 44.5 (112.1)                  | 44.5 (112.1)                  |
| Trung bình ngày tối đa °C (°F)           | 31.5 (88.7)                   | 32.3 (90.1)                   | 34.0 (93.2)                   | 35.4 (95.7)                   | 36.9 (98.4)                   | 36.9 (98.4)                   | 35.5 (95.9)                   | 34.7 (94.5)                   | 34.6 (94.3)                   | 34.6 (94.3)                   | 33.4 (92.1)                   | 31.9 (89.4)                   | 34.3 (93.7)                   |
| Trung bình ngày °C (°F)                  | 22.8 (73.0)                   | 23.1 (73.6)                   | 24.6 (76.3)                   | 25.9 (78.6)                   | 28.1 (82.6)                   | 29.7 (85.5)                   | 28.8 (83.8)                   | 28.4 (83.1)                   | 28.4 (83.1)                   | 27.9 (82.2)                   | 25.5 (77.9)                   | 23.4 (74.1)                   | 26.4 (79.5)                   |
| Tối thiểu trung bình ngày °C (°F)        | 14.0 (57.2)                   | 13.9 (57.0)                   | 15.2 (59.4)                   | 16.3 (61.3)                   | 19.2 (66.6)                   | 22.5 (72.5)                   | 22.2 (72.0)                   | 22.1 (71.8)                   | 22.3 (72.1)                   | 21.1 (70.0)                   | 17.5 (63.5)                   | 14.9 (58.8)                   | 18.4 (65.1)                   |
| Thấp kỉ lục °C (°F)                      | 1.0 (33.8)                    | 4.5 (40.1)                    | 3.0 (37.4)                    | 9.0 (48.2)                    | 8.0 (46.4)                    | 14.0 (57.2)                   | 16.0 (60.8)                   | 12.0 (53.6)                   | 12.0 (53.6)                   | 12.0 (53.6)                   | 7.0 (44.6)                    | 1.5 (34.7)                    | 1.0 (33.8)                    |
| Lượng Giáng thủy trung bình mm (inches)  | 22.6 (0.89)                   | 10.7 (0.42)                   | 3.6 (0.14)                    | 1.9 (0.07)                    | 4.8 (0.19)                    | 107.0 (4.21)                  | 342.9 (13.50)                 | 398.8 (15.70)                 | 347.8 (13.69)                 | 80.4 (3.17)                   | 26.2 (1.03)                   | 21.2 (0.83)                   | 1.367,9 (53.85)               |
| Số ngày giáng thủy trung bình (≥ 0.1 mm) | 1.5                           | 0.9                           | 0.4                           | 0.3                           | 0.3                           | 6.1                           | 17.4                          | 18.5                          | 15.8                          | 4.3                           | 1.4                           | 1.9                           | 68.8                          |
| Nguồn: Servicio Meteorologico Nacional   |                               |                               |                               |                               |                               |                               |                               |                               |                               |                               |                               |                               |                               |